# Degitu Azimeraw
Degitu Azimeraw Asires (amharisch ደጊቱ አዝመራው; * 24. Januar 1999) ist eine äthiopische Langstreckenläuferin.

## Sportliche Laufbahn
Erste internationale Erfahrungen sammelte Degitu Azimeraw beim 25-km-Straßenlauf in Kalkutta 2017, bei dem sie in 1:26:01 h siegte. Im Jahr darauf siegte sie in 1:09:53 h beim Gifu-Seiryū-Halbmarathon und 2019 gewann sie bei den Afrikaspielen in Rabat in 1:10:31 h die Silbermedaille hinter ihrer Landsfrau Yalemzerf Yehualaw. Am 20. Oktober 2019 triumphierte sie beim Amsterdam-Marathon mit einem Streckenrekord von 2:19:26 h.

## Persönliche Bestzeiten
- Halbmarathon: 1:06:07 h, 8. Februar 2019 in Ra’s al-Chaima
- Marathon: 2:19:26 h, 20. Oktober 2019 beim Amsterdam-Marathon